# Haydarlar, İhsangazi
Haydarlar là một xã thuộc huyện İhsangazi, tỉnh Kastamonu, Thổ Nhĩ Kỳ. Dân số thời điểm năm 2008 là 401 người.